# Cixius beieri
Cixius beieri är en insektsart som beskrevs av Wagner 1939. Cixius beieri ingår i släktet Cixius och familjen kilstritar. Inga underarter finns listade i Catalogue of Life.